# Charco Blanco, San Luis Potosí
Charco Blanco är en ort i Mexiko.   Den ligger i kommunen San Luis Potosí och delstaten San Luis Potosí, i den centrala delen av landet, 400 km nordväst om huvudstaden Mexico City. Charco Blanco ligger 1 824 meter över havet och antalet invånare är 112.
Terrängen runt Charco Blanco är huvudsakligen platt, men åt nordväst är den kuperad. Runt Charco Blanco är det tätbefolkat, med 591 invånare per kvadratkilometer. Närmaste större samhälle är Ahualulco, 19,5 km väster om Charco Blanco. Omgivningarna runt Charco Blanco är i huvudsak ett öppet busklandskap.